# Günther Nikolaus
Günther Nikolaus (* 18. Dezember 1899 in Merseburg; † nach 1945) war ein deutscher Verwaltungsjurist und Landrat. 

## Leben
Nikolaus trat zum 1. August 1932 der NSDAP bei (Mitgliedsnummer 1.220.949). Er wirkte als Landrat von 1933 bis 1937 im Kreis Darkehmen und von 1937 bis 1945 im Kreis Sensburg. Nikolaus war seit 1941 in der Zivilverwaltung für den Bezirk Bialystok im Einsatz.